# Мен-Бэт
Доктор Роберт Кирклэнд «Кирк» Лэнгстром (англ. Dr. Robert Kirkland "Kirk" Langstrom), более известный как Мен-Бэт (англ. Man-Bat) — суперзлодей DC Comics. Впервые появился в Detective Comics #400 (июнь 1970).
В ходе неудачного эксперимента доктор Лэнгстром превратился в антропоморфную летучую мышь.
В 2017 году IGN поставил персонажа на 16 место в списке лучших злодеев из «Бэтмена».

## Вымышленная биография
Доктор Кирк Лэнгстром — зоолог, специализирующийся на хироптерологии. Он разработал экстракт, дающий людям острое чувство сонара летучей мыши, и испытал формулу на себе. Экстракт сработал, но имел ужасный побочный эффект: он превратил учёного в чудовищного гибрида человека и летучей мыши. Этот побочный эффект сделал его настолько обезумевшим, пока Бэтмен не нашёл способ обратить процесс. Позже Лэнгстром снова принимает смесь, и Мен-Бэт возвращается. Он также уговаривает свою жену Франсин Лэнгстром выпить сыворотку, и она претерпевает ту же трансформацию, становясь Ши-Бэт. Вместе они терроризируют Готэм-Сити, пока Бэтмен снова не возвращает их в нормальное состояние.
В некоторых случаях Лэнгстром принимает сыворотку, сохраняя рассудок, чтобы вершить добро. В один из таких периодов он работает с детективом Джейсоном Бардом. В другом случае, в Action Comics #600, Мен-Бэт останавливает обезумевшего Супермена. У Кирка и Франсин есть дочь Ребекка («Бекки») и сын Аарон. Из-за воздействия сыворотки на ДНК Аарона он рождается со смертельной болезнью. Франсин превращает его в молодого Мен-Бэта, чтобы спасти ему жизнь.

## Силы и способности
Приняв экстракт железы летучей мыши, Кирк Лэнгстром превращается в существо, похожее на летучую мышь. При приеме противоядия или прекращении действия сыворотки он возвращается в человеческий облик. Как Мен-Бэт, его сила, устойчивость, скорость и ловкость увеличены до нечеловеческого уровня. У него есть дополнительный набор пальцев на кожистых крыльях, который позволяет Кирку летать. С помощью своего гидролокатора Кирк может излучать звуковые волны высокого тона и слышать эхо, когда оно отражается от близлежащих объектов, что позволяет ему идеально ориентироваться в темноте. Если он находится в форме Мен-бэта в течение длительного периода времени, он теряет контроль над своей звериной стороной, которая действует исключительно на инстинктах, а также делает его склонным причинять вред как друзьям, так и врагам.
Как Кирк Лэнгстром, он очень умный ученый в области биохимии и зоологии (особенно хироптерологии).

## В медиа

### Компьютерные игры
- Batman: Arkham Knight (2015). Роль озвучил Лорен Лестер. Мен-Бэту посвящена отдельная побочная миссия в категории Особо опасные. Бэтмен случайно сталкивается с Мен-Бэтом на острове Миагани, догнав его герой успевает взять образец крови. Идентификация приводит его к учёному Кирку Лэнгстрома, который вместе с супругой Франсин в подземной лаборатории в Китайском квартале в рамках создания лекарства для борьбы с глухотой (от которой начал страдать и сам) работал над внедрением в человеческую ДНК ДНК летучей мыши-вампира. В результате провального эксперимент учёный мутировал в Мен-Бэта и случайно убил свою жену. Бэтмен синтезирует противоядие и вводит его Лэнгстрему, прежде чем отвезти его в штаб-квартиру полицейского управления Готэм-сити, где тот будет оплакивать судьбу своей супруги. Если после этого игрок вернется в лабораторию, то обнаружит пропавшее тело Франсин и разбитый телеэкран со словами «навсегда, моя любовь», написанными неизвестным веществом.

## Отзывы и критика
Жюль Чин Грин из Screen Rant отмечал, что «в отличие от других злодеев Бэтмена, Мен-Бэт не руководствуется чувством долга по отношению к публике или желанием причинить им вред, что делает его необычным». В 2017 году персонаж был включён в список лучших злодеев из «Бэтмена» по версии IGN. Журналист подчёркивал, что этот «свирепый зверь» является «одним из самых сильных врагов Бэтмена».